# Shayne D'Cunha
Shayne D'Cunha (Mumbai, 1º aprile 1996) è un ex calciatore indiano naturalizzato australiano, di ruolo difensore.

## Biografia
Nel 2019 si è unito al Seminario del Buon Pastore a Homebush per studiare per il sacerdozio cattolico.

## Carriera

### Club
Nato a Mumbai, si trasferisce a Sydney con la sua famiglia nel 2000. Comincia a giocare a calcio all'età di cinque anni fino a quando nel 2013 non viene ingaggiato dal Blacktown City, una squadra di seconda divisione australiana.
Nel 2014 passa a titolo definitivo nel Western Sydney Wanderers che lo schiera con la formazione primavera fino all'11 aprile 2015 dove scende in campo per la prima volta nel match contro il Central Coast Mariners perso 1-0.

### Nazionale
Inizialmente decise di voler rappresentare la nazionale indiana ma nel 2014 accettò la convocazione per la nazionale under 20 australiana.

## Statistiche

### Presenze e reti nei club
| Stagione                        | Squadra                         | Campionato                      | Campionato | Campionato | Coppe nazionali | Coppe nazionali | Coppe nazionali | Coppe continentali | Coppe continentali | Coppe continentali | Altre coppe | Altre coppe | Altre coppe | Totale | Totale |
| Stagione                        | Squadra                         | Comp                            | Pres       | Reti       | Comp            | Pres            | Reti            | Comp               | Pres               | Reti               | Comp        | Pres        | Reti        | Pres   | Reti   |
| ------------------------------- | ------------------------------- | ------------------------------- | ---------- | ---------- | --------------- | --------------- | --------------- | ------------------ | ------------------ | ------------------ | ----------- | ----------- | ----------- | ------ | ------ |
| 2013-2014                       | Blacktown City                  | NPL                             | 19         | 2          | FFA             | 0               | 0               | -                  | -                  | -                  | -           | -           | -           | 19     | 2      |
| 2014-2015                       | Western Sydney Wanderers        | A-League                        | 0          | 0          | FFA             | 0               | 0               | -                  | -                  | -                  | -           | -           | -           | 0      | 0      |
| 2015-2016                       | Western Sydney Wanderers        | A-League                        | 2          | 0          | FFA             | 0               | 0               | -                  | -                  | -                  | -           | -           | -           | 2      | 0      |
| Totale Western Sydney Wanderers | Totale Western Sydney Wanderers | Totale Western Sydney Wanderers | 2          | 0          |                 | 0               | 0               |                    | -                  | -                  |             | -           | -           | 2      | 0      |
| 2016-2017                       | Blacktown City                  | NPL                             | 19         | 2          | FFA             | 0               | 0               | -                  | -                  | -                  | -           | -           | -           | 19     | 2      |
| Totale carriera                 | Totale carriera                 | Totale carriera                 | 40         | 4          |                 | 0               | 0               |                    | -                  | -                  |             | -           | -           | 40     | 2      |

## Palmarès

### Competizioni nazionali
- National Premier Leagues NSW: 2

Blacktown City: 2013-2014, 2016-2017
- Waratah Cup: 1

Blacktown City: 2014